# Rivalba
Rivalba egy észak-olasz község (comune) Piemont régióban.

## Testvérvárosok
- Els Hostalets de Pierola (Spanyolország, Katalónia)

## A község szülöttei
- Clemente Marchisio, boldoggá avatott katolikus pap